# Habroscelimorpha
Habroscelimorpha es un género de coleópteros adéfagos de la familia Carabidae.

## Especies
Contiene las siguientes especies:
- Habroscelimorpha auraria (Klug, 1835)
- Habroscelimorpha boops (Dejean, 1831)
- Habroscelimorpha californica (Menetries, 1843)
- Habroscelimorpha curvata (Chevrolat, 1834)
- Habroscelimorpha dorsalis (Say, 1817)
- Habroscelimorpha euryscopa (Bates, 1890)
- Habroscelimorpha gabbi (G. Horn, 1866)
- Habroscelimorpha schwarzi (W. Horn, 1923)
- Habroscelimorpha severa (Laferte, 1841)
- Habroscelimorpha wellingi Cassola & Sawada, 1990